# 郷ケ丘
郷ケ丘（さとがおか）は、福島県いわき市の町丁である。郵便番号は970-8045。

## 地理
いわき市中央部の平地区に属し、地区内南部に位置する。北で平下荒川、平中山、東で平小泉、南で平吉野谷、中央台飯野、南西で常磐上矢田町、北西で自由ケ丘とそれぞれ隣接する。国道6号常磐バイパスの南側、福島県道26号小名浜平線の東西に渡り広がる新興住宅地を中心とした区域であり、造成に伴い旧来の大字より分離され新設された。県道26号以西は一丁目、以東は西から東へ向かい二～四丁目分けられ、順次区域が広がった。内郷御厩町に所在するいわき中央警察署及び平字正内町に所在する平消防署がそれぞれ管轄にあたる。

## 歴史
- 1974年 - 1999年までにかけて、宅地造成に伴い平吉野谷、平小泉、平中山、常磐上矢田町から順次分離され新設される[4]。

## 世帯数と人口
2023年10月31日現在の世帯数と人口は以下の通りである。
| 大字   | 世帯数   | 人口   |
| ------ | -------- | ------ |
| 郷ケ丘 | 3490世帯 | 7191人 |

## 小・中学校の学区
市立小・中学校に通う場合、学区は以下の通りとなる。
| 番地 | 小学校                 | 中学校                   |
| ---- | ---------------------- | ------------------------ |
| 全域 | いわき市立郷ケ丘小学校 | いわき市立中央台北中学校 |

## 交通

### 道路
- 国道6号常磐バイパス
- 福島県道26号小名浜平線
  - 下荒川跨道橋
- いわき市道十五町目若葉台線（鹿島街道）

### バス
新常磐交通路線バス
- （いわき駅・湯本高方面） - 郷ヶ丘 - 郷ヶ丘一丁目 - 郷ヶ丘北口 - 郷ヶ丘公園口 - 郷ヶ丘二丁目 - 郷ヶ丘中央 - 郷ヶ丘小口 - 郷ヶ丘南 - （中央台方面）
  - ＮＴ～いわき駅～好間工業団地
  - ＮＴ～草木台～湯本高校
  - いわき駅～医療創生大～ラパーク
  - いわき駅～医療創生大～光洋高
  - いわき駅～高専～飯野～ＮＴ
- 郷ヶ丘公園口 - 郷ヶ丘北口 -郷ヶ丘 - 郷ヶ丘一丁目 -  郷ヶ丘二丁目 - 郷ヶ丘中央 - 郷ヶ丘小口 - 郷ヶ丘南 - （泉方面）
  - 郷ヶ丘～ＮＴ～泉駅～秀英高校
- （いわき駅・湯本高方面） - 郷ヶ丘 - （小名浜方面）
  - いわき～鹿島ＳＣ～中央営～江名
  - いわき駅～玉川中央～小名浜
  - いわき駅～鹿島ＳＣ～洋向台
  - いわき駅～若葉台
  - いわき駅～若葉台～海星高校
  - いわき駅～若葉台～洋向台
  - 小名浜～玉川～鹿島～昌平中高
  - 小名浜～玉川～鹿島～平商
- （いわき駅・平商方面） - 郷ヶ丘北通り - 郷ヶ丘南通り - 郷ヶ丘二丁目 - 郷ヶ丘中央 - 郷ヶ丘小口 - 郷ヶ丘南 - （中央台方面）
  - ＮＴ～八ツ坂～平商業高校
  - いわき駅～八ツ坂～飯野～ＮＴ
  - ＮＴ～八ツ坂～いわき～昌平中高

## 施設
- いわき市立郷ケ丘小学校
- さとがおかキンダーガーデン（旧郷ヶ丘幼稚園）
- いわき信用組合 郷ケ丘支店